# Île du Cap de Fer
L'île du Cap de Fer ou île de Ras al-Hadid   est une île de la mer Méditerranée à El Marsa en Algérie. 

## Description
L'île du Cap de Fer est située au nord-ouest de la ville d'El Marsa, en face de la péninsule du Cap de Fer.
La superficie de l'île est d'environ 0,75 hectare et elle est entourée d'îlots et de rochers.